# ミーム学
ミーム学（英語: memetics）とは、ミーム（meme）という心および文化を構成する情報を表す概念を用い、進化論的モデルによる情報伝達に関する研究手法である。

## ミーム
ミームとは、動物行動学者のリチャード・ドーキンスが作った言葉であり、模倣を通して、脳から脳へと伝達・複製される文化の情報の基本単位である。
ミームの定義には論者により複数あるが、このドーキンスの定義がミームの最初の定義である。
旋律や観念、キャッチフレーズ、衣服のファッション、壺の作りかた、あるいはアーチの建造法などはいずれもミームの例である。遺伝子が遺伝子プール内で繁殖するに際して、精子や卵子を担体として体から体へと飛びまわるのと同様に、ミームがミーム・プール内で繁殖する際には、広い意味で模倣と呼べる過程を媒介として、脳から脳へと渡り歩く。—リチャード・ドーキンス、『利己的な遺伝子』
ミームの概念を用いて文化が進化する仕組みを考察することができる。ミームは遺伝子との類推で論じられ、複製、多様化、自然選択が進化の条件であるのは遺伝子と同じである。ミームは文化を構成し、人々の心から心へと広まっていく。ミームは広まる過程で多様化し、自然淘汰により進化する。例えば吊り橋をつくるというミームが多くの心に広まることで、実際に吊り橋が増えて文化の一部となる。

## 歴史
「ミーム」という用語はギリシア語の翻字であり、1904年、ドイツの進化生物学者 Richard Semon が自著 Die Mnemische Empfindungen in ihren Beziehungen zu den Originalenempfindungen で使用したのが起源である。これが1921年に英語に翻訳された際に The Mneme という書名になった。
リチャード・ドーキンスは、自著 The Selfish Gene (1976) で、遺伝子 "gene" の若干綴りを変えた "meme" という用語で人類の社会文化的進化と遺伝子の類似性を表し、感覚的には違いがあるものの、文化においても複製が発生していると主張した。ドーキンスは自著の中でミームを脳内の情報の単位と定義し、人類の社会文化的進化における突然変異自己複製子（mutating replicator）であるとした。それは、周囲に影響を与えるパターンであり、因子として伝播する。この考え方は社会学者/生物学者らの論争を巻き起こした。というのもドーキンスは、著書の中で脳内での情報単位の複製がどのように人間の振る舞いを制御し、ひいては文化に影響を与えるのかを詳しく説明しなかったからである（同書の主題は遺伝子であったため）。ドーキンスはThe Selfish Geneの中で「ミーム学」の理論を包括的に構築しようとしたのではなく、思索の結果として「ミーム」という用語を作り出したのである。その後、「情報の単位」を表す用語を様々な科学者が様々に定義するようになった。
「ミーム学」自体の起源は1980年代である（1983年1月の Scientific American 誌上でのダグラス・ホフスタッターのコラム Metamagical Themas が影響を与えた）。主流の社会文化的進化の研究とは異なり、ミーム学を研究する人々は人類学者や社会学者でないことが多く、学者ですらないことが多い。ドーキンスのThe Selfish Geneが一般大衆に与えた影響が、様々な知的背景を持つ人々がミーム学を志す主な要因となったことは確かである。もう1つの重要な要因は1992年にタフツ大学の哲学者ダニエル・デネットが出版した Consciousness Explained である。同書では、ミームの概念を精神に関する有力な理論に導入した。リチャード・ドーキンスは、1993年の論文 Viruses of the Mind でミーム学を活用して宗教的信念という現象や様々な宗教団体の性質を説明した。
しかしながら、現代ミーム学の確立は1996年に出版された2つの書籍、それも学界の主流からは離れていた著者によるものであった。1つはマイクロソフトの前重役でプロのポーカープレイヤーでもあるリチャード・ブロディの Virus of the Mind: The New Science of the Meme（ミーム—心を操るウイルス）であり、もう1つはフェルミ国立加速器研究所で長年に渡って技師として働いていた数学者にして哲学者である Aaron Lynch の Thought Contagion: How Belief Spreads Through Society である。Lynch は社会文化的進化に関する学界とは全く接触することなく独力で理論を構築し、ドーキンスの著書のことも自著の出版が間近となるまで知らなかった。
ドーキンスはViruses of the Mindでマインド・ウイルスという概念を用いたが、さらにブロディがマインド・ウイルスという概念を自著で詳しく論じた。マインド・ウイルスは、何らかのミームを多くの人々へ感染させる文化要素であり、例えばテレビ番組、宗教、ジャーナリズムなどである。
ブロディはミーム学は新しいパラダイムであると言っている。つまり、利己的遺伝子による進化の発見のように、全く新しいものの見方を私たちに与えるということである。
Lynch とブロディの著書が出版されるのと時を同じくして、Web上に新たな電子雑誌が登場した。マンチェスターメトロポリタン大学の Centre for Policy Modelling が主催する Journal of Memetics – Evolutionary Models of Information Transmission である。同雑誌はその後 Francis Heylighen 率いるCLEA研究所（ブリュッセル自由大学）が発行するようになった。この電子雑誌は初期のミーム学に関する出版や論争の中心的立場を担った。なお、1990年に短期間だけ存在したミーム学に関する雑誌があった。Elan Moritz の編集による Journal of Ideas である。1999年、心理学者スーザン・ブラックモアの著書 The Meme Machine（ミーム・マシーンとしての私）が出版された。同書は、デネット、Lynch、ブロディの考えを完成させ、それを社会文化的進化の主流と様々な面で比較するとともに、ミーム学に基づいて言語と人間の自我の発達に関する斬新で物議をかもす理論を提唱した。

## 方向性の問題
ミーム学は誕生とほぼ同時に2つの流れに分岐した。一方は「ミーム」の定義としてドーキンスによる「脳内の情報の単位」という定義を頑なに守ろうとする流れであり、もう一方は「ミーム」を広く捉えて様々な文化的な人工物や振る舞いに適用しようとする流れである。前者の学派を "internalists"、後者を "externalists" と呼ぶ。internalists には Lynch と ブロディが含まれ、externalists には Derek Gatherer や Willian Benzon が含まれる。externalists は、脳内がどうなっているかを科学的に解明するのを待っていてはミーム学が科学として進展できないとし、文化の具体的に観察可能な事象を扱うことを選んだ。internalists はこれに対して次のように反論した。技術が進歩すれば脳内の状態を直接観察できるようになる。また、文化人類学者が主張するように、文化は信仰や信念であって人工物ではないし、精神的実体やDNAが自己複製子であるというのと同じ感覚で人工物を自己複製子と呼ぶことはできない。この論争は過熱し、1998年のミーム学に関するシンポジウムが開催された際、定義論争を終結させようという動議が提出されたほどである。
最近の internalists の主張は Robert Aunger（ケンブリッジ大学の人類学者）が2002年に出版した The Electric Meme にある。彼は1999年にケンブリッジでの会議を開催し、そこで主要な社会学者や人類学者がミーム学の状況を評価する機会を持つこととなった。この会議の結果を元に Aunger が編者となり、Darwinizing Culture: The Status of Memetics as a Science を2000年に出版した（序文はデネット）。

## 成熟
2005年、Journal of Memetics – Evolutionary Models of Information Transmission は廃刊となり、ミーム学の「死亡記事」が発表された。これはミーム学が今後すべきことがないという意味ではなく、むしろ1996年から始まったミーム学の波乱の幼年期が終わり、社会文化的進化について結果を残すことで生き残っていかなければならないという宣言であった。社会的かつインターネットを舞台とする大衆的科学運動としてのミーム学は終結したと言える。初期に活躍した人々の多くは離れていった。スーザン・ブラックモアは大学を離れてサイエンスライターとなり、認知科学に集中するようになった。Derek Gatherer は製薬業者でプログラマとして働くようになったが、時折ミーム学に関する文章を発表している。リチャード・ブロディは、世界のポーカーランキングで上位にランキングされるようになっている。Aaron Lynch はミーム学との関わりを絶ち、2005年にドラッグの事故で亡くなった。
スーザン・ブラックモアは2002年、ミームを改めて定義し、人から人へコピーされて渡っていくものをミームであるとした（例えば、習慣、技能、歌、物語、その他の情報）。また、彼女はミームが遺伝子のような自己複製子であるとした。すなわち、ミームは様々な形態でコピーされる情報である。そのうちの一部が生き残り、ミーム（さらには人類の文化）が進化していく。ミームは模倣、教育、その他の方法でコピーされ、記憶の中で競争し、再度コピーされるチャンスをうかがう。同時にコピーされ伝播していく一群のミームを「ミーム複合体」と呼ぶ。彼女の定義では、ミームの複製過程は模倣である。あらゆるモデルを模倣したり選択的にモデルを模倣するには脳の容量を必要とする。社会的学習の過程は人によって異なるため、模倣過程が完全に模倣されるとは言えない。考え方の類似性は、それをサポートする別のミームで表現されるかもしれない。従って、ミーム的進化における突然変異の発生率は高く、個人内でも突然変異は発生し、突然変異過程との相互作用でも新たな突然変異が発生する。この社会が個々の相互作用の複雑なネットワークから構成され、マクロなレベルでは、一種の秩序が文化を形成すると見たとき、このブラックモアの仮説は非常に興味深い。

## 新たな展開
ドーキンスは2003年に編纂した A Devil's Chaplain で、ミーム的過程は全く異なる2つの種類があるとした。1つめは文化的思考・行動・表現の型であり、これらは変化が激しい。例えば、彼の学生でウィトゲンシュタインの思想を継承したものがいた。もう1つは自己修復型ミームであり、こちらは突然変異しにくい。その例として、子供が折るような折り紙のパターンを挙げた。このミームは一部の例外を除いて完全に正確な手順が伝播していく（忘れっぽい子供まで伝播したところで途切れるだけで突然変異しない）。この種のミームは発展しにくいが、ごく稀に大きな変異が生じる。ミーム学者によっては、2種類のミームがあるのではなく、ミームによって強度が異なるだけで、様々な強度のミームがあるとする者もいる。
Hokky Situngkir は、より厳密な形式主義をミームに導入しようとして、文化的複雑系における文化単位としてミームを捉えた。これは遺伝的アルゴリズムに遺伝子とミームの違いを反映させたものに基づいている。文化を複合適応系と捉えるミーム学において、彼はミーム学を社会文化的進化の代替方法論として捉える方法を考案した。しかし、「ミーム」という用語には考えられる限りの様々な定義が存在する。例えば、コンピュータシミュレーションにおける「ミーム的プログラミング; memetic programming」は一種の計算の考え方を定義するものである。
ミーム学は単純に、社会文化的進化の科学的解析の手法として理解することができる。しかし、ミーム学の信奉者は、ミーム学が進化論的概念のフレームワークを使った文化の重要な解析手段になると信じている。Memetics and the Modular-Mind (Analog Aug. 1987)を著した Keith Henson は、ミームの宿主の心理学的特性を理解するため、ミーム学と進化心理学の融合の必要性を主張した。これは、特に戦争をもたらすようなミームで増幅された宿主の特性の経時変化などに当てはまる。詳しくは、Evolutionary Psychology, Memes and the Origin of War を参照されたい 。
環境の持続可能性といった複雑な社会システム問題にミーム学を応用しようという動きが、最近 thwink.org で見られる。Jack Harich はいくつかのシミュレーションモデルを使ってミームでのみうまく説明できる面白い現象をいくつか示した。The Dueling Loops of the Political Powerplaceというモデルでは、政治に汚職がつきものとなる根本的理由が、1つのフィードバックループが他のフィードバックループと争って固有の構造的優位性を獲得しようとすることによると示した。The Memetic Evolution of Solutions to Difficult Problems というモデルでは、ミームや進化的アルゴリズムや科学的方法を使って、複雑な解決策の発展の仕組みとプロセスの改善の仕組みを示した。これらから得られた洞察は、持続可能性問題のミーム的な解決策を設計するために使われようとしている。
Francis Heylighen は「ミーム的選択基準; memetic selection criteria」と呼ぶものを提案した。これが定量的解析に耐える選択基準であるかを研究する「応用ミーム学」ともいうべき新たな分野が生まれようとしている。
オーストリアの言語学者 Nikolaus Ritt は Selfish Sounds and Linguistic Evolution (2004, Cambridge University Press) の中で、英語の発音の変化をミーム的概念で説明しようと試みた。一般化されたダーウィン的フレームワークで文化の変化を説明することができ、従来からの話者を中心としたアプローチでは説明できないと主張している。同書はミームの構造についてかなり具体的な提案をし、2つの経験的示唆に富んだケーススタディを提供している。
A Memetic Paradigm of Project Management (International Journal of Project Management, 23 (8) 575-583) では、プロジェクトマネジメントは言語を伴うミーム複合体であり、その中核には実践者のストーリーがあると主張している。この過激なアプローチによれば、プロジェクト管理者が管理対象のプロジェクトを一種の幻と見なすことを要求される。つまり、プロジェクトとは、人間の脳が都合よく作り上げた感情や期待や感覚の集合体であるとした。それはまた、プロジェクトマネジメント手法が必ずしも利益を最大にするように機能しないと考えることを管理者に要求する。プロジェクト管理者は、プロジェクトマネジメントがそれ自身の目的のために組織を発展させ設計する、利己的で自然発生的なものと考えることを要求される。